# Seydou Bamogo
Seydou Bamogo (31 december 1990) is een Burkinees wielrenner.

## Carrière
In 2012 werd Bamogo elfde in de wegwedstrijd tijdens de Afrikaanse kampioenschappen in eigen land. Een jaar later won hij een etappe in de Ronde van Burkina Faso.
In juli 2015 won Bamogo het nationale kampioenschap op de weg, voor Yacouba Yaméogo en Abdoulaye Sokondo. Een jaar later werd hij, na in vier etappes bij de beste zeven renners te zijn geëindigd, op de vierde plaats in het algemeen klassement van de ronde van zijn thuisland. In 2017 eindigde hij in vijf etappes bij de beste tien, waarvan de tweede plaats in de eerste etappe zijn beste klassering was. In het eindklassement werd hij, met een achterstand van ruim vier minuten op winnaar Salah Eddine Mraouni, zesde.

## Overwinningen
2013
6e etappe Ronde van Burkina Faso
2015
 Burkinees kampioen op de weg, Elite
2018
7e etappe Ronde van Ivoorkust
3e etappe Ronde van Burkina Faso